# ギザの大スフィンクス

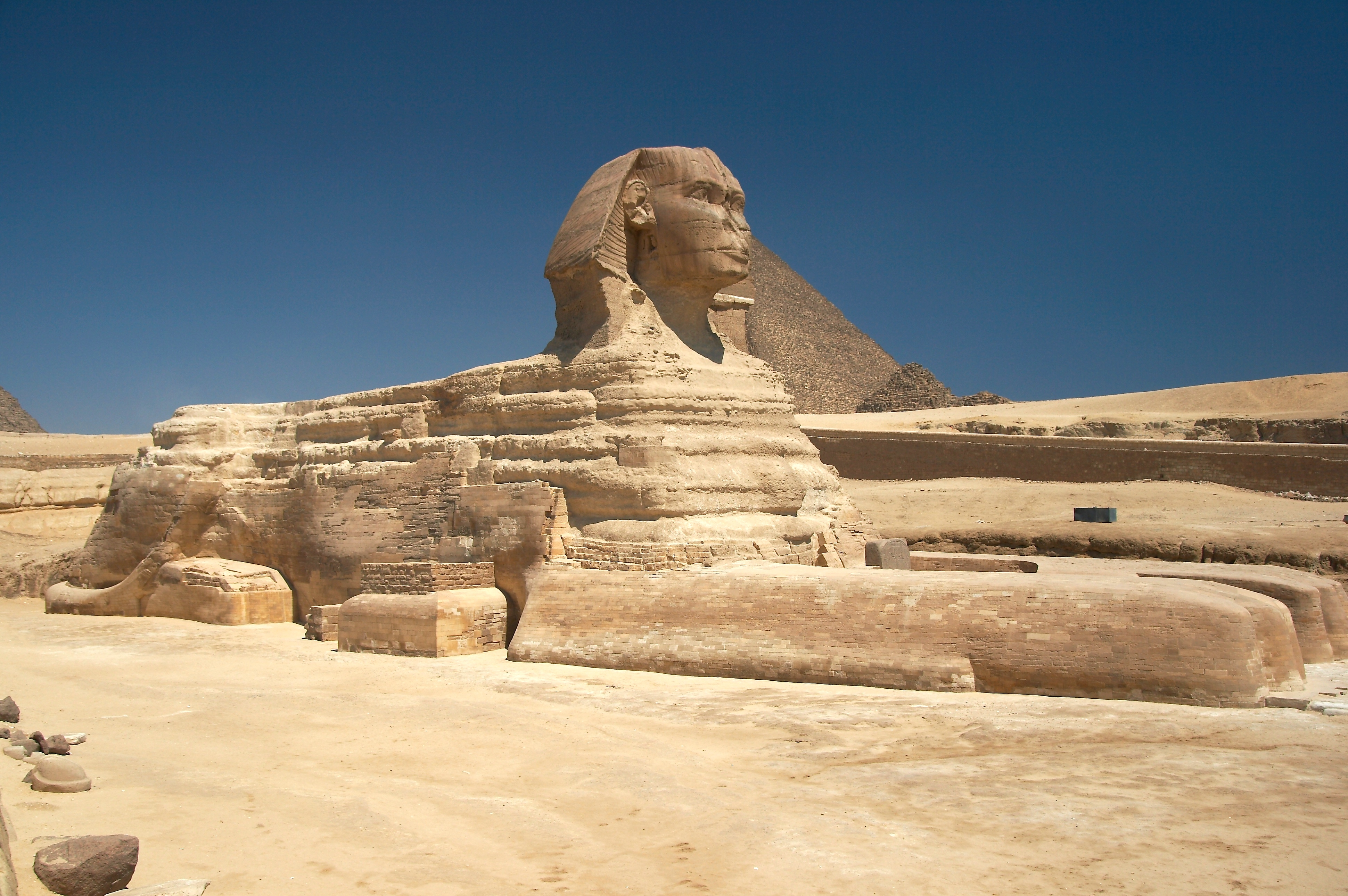
ギザの大スフィンクス

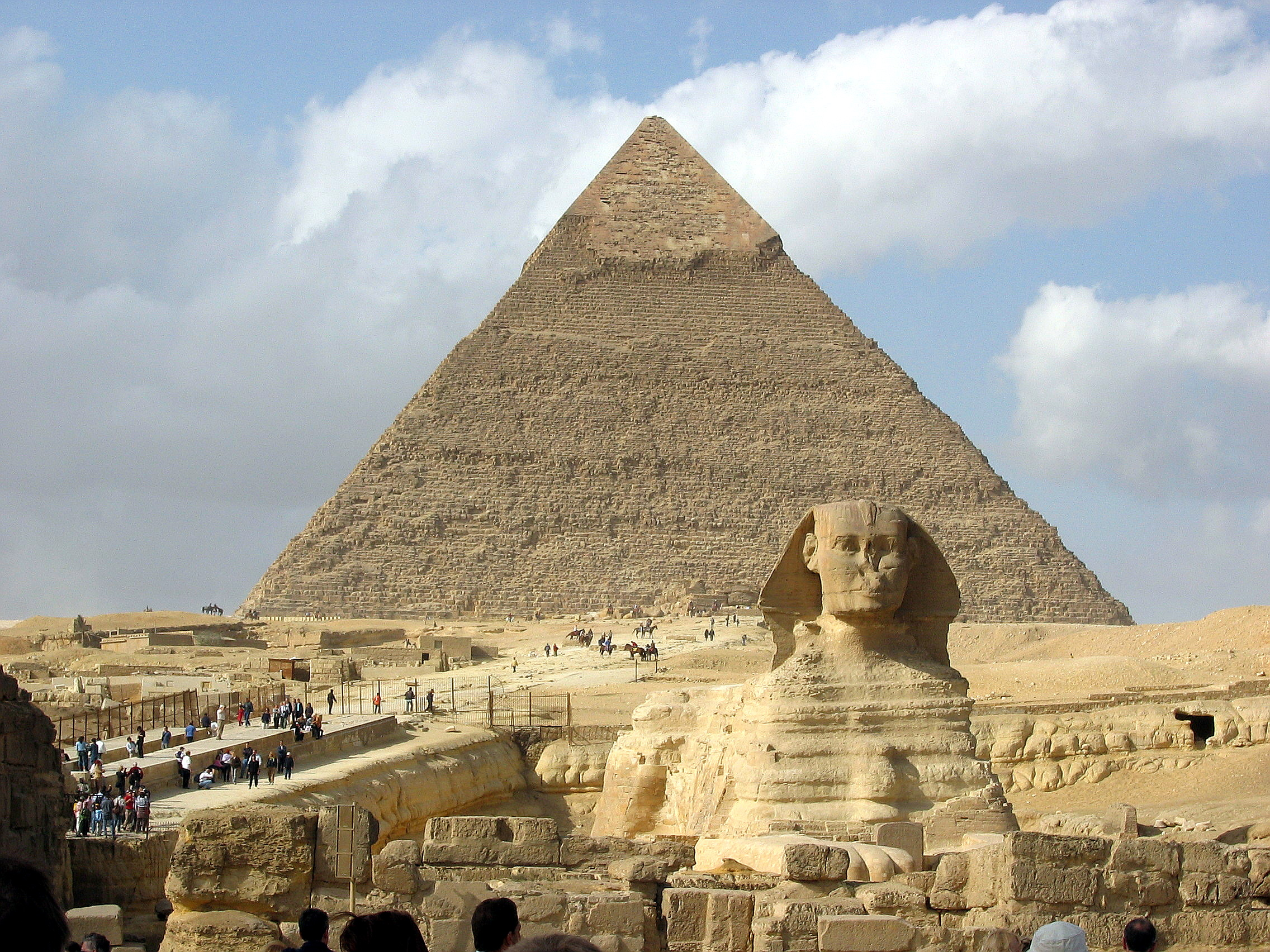
カフラー王のピラミッドと大スフィンクス

ギザの大スフィンクス（ギザのだいスフィンクス、Great Sphinx of Giza）は、巨大なスフィンクスの石像である。古代エジプトの古王国時代に作られ、カイロ郊外、ギザのギザ台地の、三大ピラミッドのそばにある。
一般には単に「スフィンクス」と呼ばれることも多い。現代アラビア語では「أبو الهول（Abu al-Haul）」で、「畏怖の父」の意味。発音は標準アラビア語でアブ・ル・ハウル（Abul-Haul）、エジプト方言ではアブル・ホール（Abul-Hool）となる。

## 彫像として
全長73.5m、全高20m、全幅19m。一枚岩からの彫り出しとしては世界最大の像である。
石灰岩の丘を彫り下げたもので、四角い窪地の中に位置している。窪地を作る際に切り出された石灰岩は大スフィンクスの傍の神殿を建造する石材に使われている。
建造当時はエジプトの青銅器時代より前であり、純銅の鑿と石のハンマーを用いて、長い時間をかけて彫り出されたと考えられている。
太古にはギザ台地は海の底であり、石灰質の生物の死骸が長い時間をかけて堆積し、その後隆起し、石灰岩の台地が形成された。そのためギザ台地の石灰岩は硬い層と柔らかい層が交互に積み重なっている。胴体の凸凹は硬い層より柔らかい層が風化により差別侵食された結果である。それに加え、ギザ台地はその由来から塩分を多く含み、毛細管現象により表面に析出した塩分が膨張することで表面が脆くなって剥離し、大スフィンクスは建造以来常に、そして現在も、崩壊し続けている。そのためその歴史において度々修復されており、そのおかげでかろうじて現存しているともいえる。

## 起源
定説では、紀元前2500年ごろ、第四王朝カフラーの命により、第2ピラミッドと共に作られた。その根拠としては、
- スフィンクスの前足の間から発掘された碑文の最後に「Khaf」の文字があった。
- スフィンクスの顔がカフラーに似ている。
- カフラー王のピラミッドの葬祭殿からスフィンクスまで参道が延びるなど、ギザ台地の遺構は一体として設計されている。
- スフィンクスの周囲からは、第四王朝時代の遺物が発掘される。

があげられる。ただし、その証拠の一部に対しては
- 碑文の文字にはカルトゥーシュがないので王の名かどうかは疑問で、文脈もはっきりしない。
- 現存するカフラー像とスフィンクスはあまり顔が似ていない。そもそも、カフラーがどんな顔だったか自体はっきりしない。

という反論がある。
また、体に比べて顔の大きさのバランスが悪いとして、顔だけは後になって彫りなおされたものだという主張もある。
クフ王によって建造されたという説もある。また、年代測定結果によりカフラー王の時代よりもさらに数百年過去（クフ王のピラミッド建設以前）に遡る可能性が指摘されている。
また一部には、考古学者以外から次のような説も出ている。
- 自然科学の准教授ロバート・Ｍ・ショックは、スフィンクス本体や周囲の囲いに降雨による浸食が認められる事と、かつてエジプトで長い期間に大量の降雨があった時代から、紀元前7000年頃に建造されたという推測を出した。しかし、雨の浸食説で同意見であるジョン・アンソニー・ウエストは、この推測を「保守的すぎる」とし、もっと古い氷河期の終わりごろに建造された可能性を指摘している(なお、彼らが主張する「浸食跡」は、スフィンクスよりもずっと新しい石切り場でも同様に確認できるため、実は作業用に掘られた溝を勘違いしているだけの可能性が高い)。
- ロバート・ヴォーバルとグラハム・ハンコックは、紀元前10500年ごろに春分の日の朝、スフィンクスの正面からしし座が昇ったことから、スフィンクスの建造をこの時代とした。

## 歴史

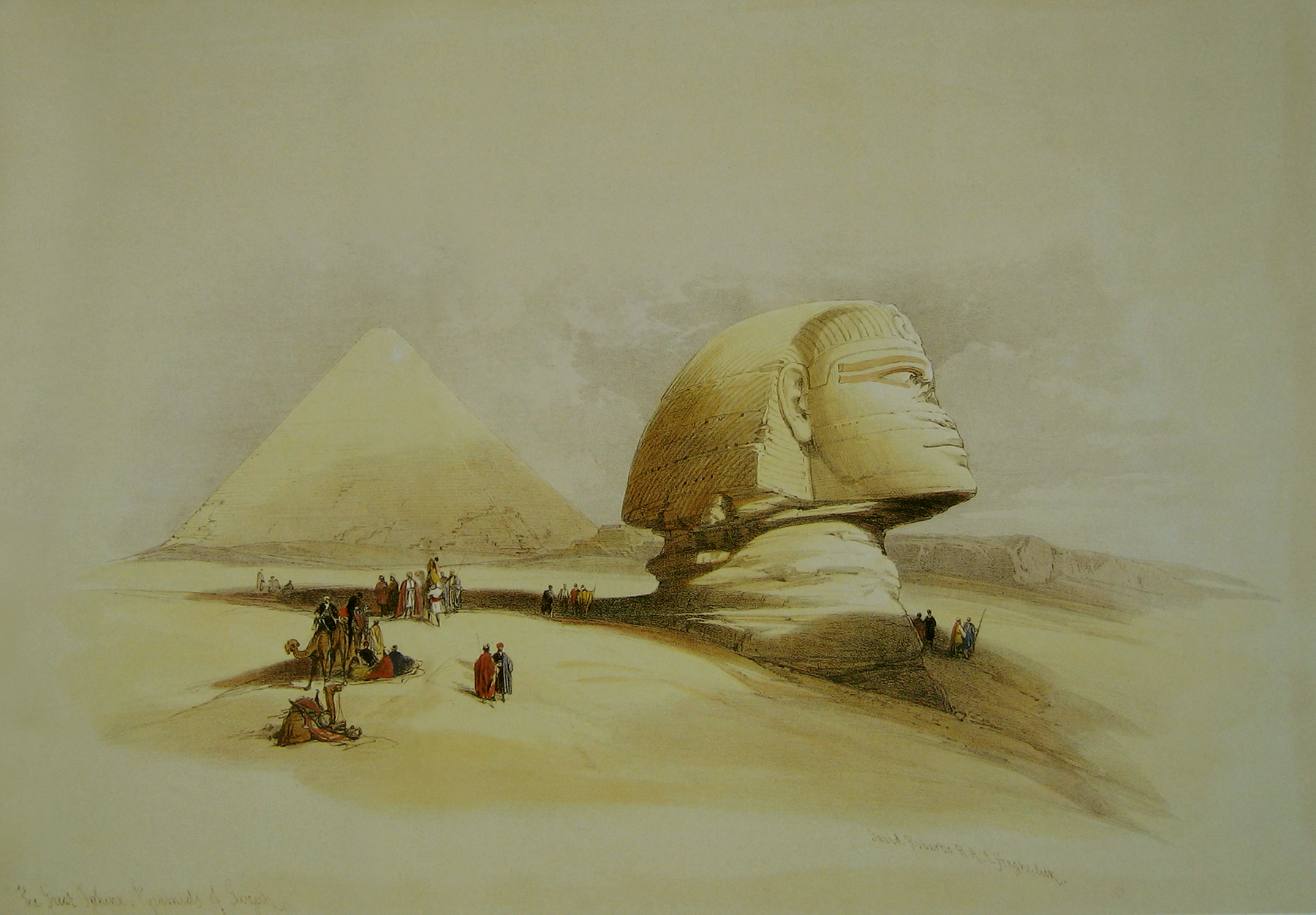
埋没していた時代のスフィンクス(デビッド・ロバーツ画、1838年)

大スフィンクスは「西方（冥界の入口）の守護者」として歴代の王に信仰された（狛犬の項目も参照）。
アビュドスにあるエジプト初期王朝時代第1王朝のアハ王の地下墳墓の傍に、多数の殉死死体とともに、権力の象徴であるライオンも埋葬されていたことが発掘からわかっている（第2王朝に入ると殉死の習慣は無くなる）。この風習が、ピラミッドの傍に、人間の頭とライオンの胴体とを合わせ持つ大スフィンクスを建造したことと関係があると考えられている。
一説には、スフィンクスはホルスの数ある姿の一つとされる。
ホルスは、ホル・エム・アケト（Hor-em-akhet、「地平線におけるホルス」の意）の名ではスフィンクスの姿で主に表現された。日の出の太陽とみなされ、復活を象徴する者となり、ケプリとも関連づけられた。彼はまた多くの知恵を備えた者とされた（これは古代ギリシアのスフィンクスを想起させる）。
大スフィンクスは、古来、幾度か砂に埋没することを繰り返している。
建造から1000年以上後のエジプト新王国時代第18王朝のトトメス4世により、砂に埋もれていた大スフィンクスは掘り起こされ、大規模な修復が行われた。その時に大スフィンクスの両前足の間にトトメス4世の業績を讃える石碑（夢の碑文）が建立された。（碑に刻まれた年から）紀元前1401年のことである。修復された大スフィンクスは鮮やかに塗装され、周囲に風化を防ぐための壁が建てられた。
第26王朝においても修復が行われた。
ローマの支配下でもローマ人によって修復された。両前足のブロック積みはその時代の物である。
1798年にナポレオン・ボナパルトがギザを訪れた時にも、大スフィンクスの首から下は砂に埋もれていた。
エジプト考古学博物館のフランス人館長ガストン・マスペロの呼びかけにより発掘のための寄付が集められ、大スフィンクスの全身が現れたのは1926年である。
1926年から1988年にかけて、前足から後部にかけて修復が行われた。

## 破損
古代エジプト美術様式の、三つ編みにした長いあごひげがあったが古くに脱落した。発掘された破片がカイロ博物館に3つ、大英博物館に1つ保存されている。
他に鼻が破損しているが、中世末期にマムルークがスフィンクスに悪魔を見たとしてその顔面を砲撃して破壊した、もしくはナポレオンがギザを訪れた時、仏軍がスフィンクスを標的に大砲を打ち込んで一部を破壊してしまったという説がある。
だがデンマークの軍人フレデリック・ルイス・ノルデンが1755年に上梓した『エジプトとヌビアの航海』（Voyage d'Égypte et de Nubie）には1737年の同氏によるスフィンクスのスケッチが複数あり、すでに鼻が破損している事が確認できるため、少なくとも仏軍の仕業ではないとわかる。
最近の調べでスフィンクスの中に空洞が発見されたが、スフィンクスの作られている岩盤の下には地下水脈があることが知られており、部屋ではなく地下水が岩盤を削った跡の可能性が高い。また、現在はピラミッド付近まで住宅地が迫り、生活廃水が流されるようになったため地下水が上昇し、付近にたびたび池が出現するようになっている。

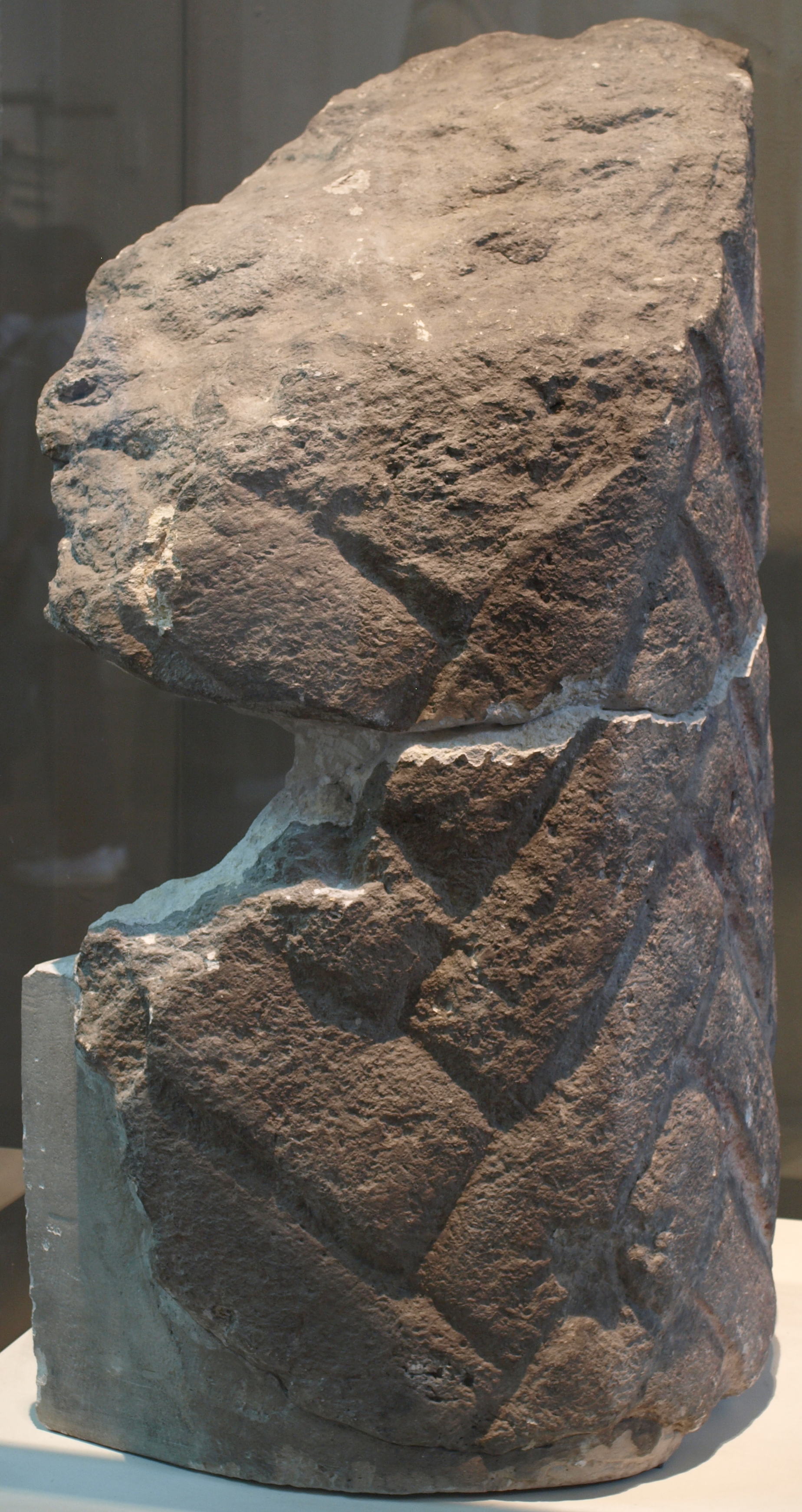
あごひげの破片
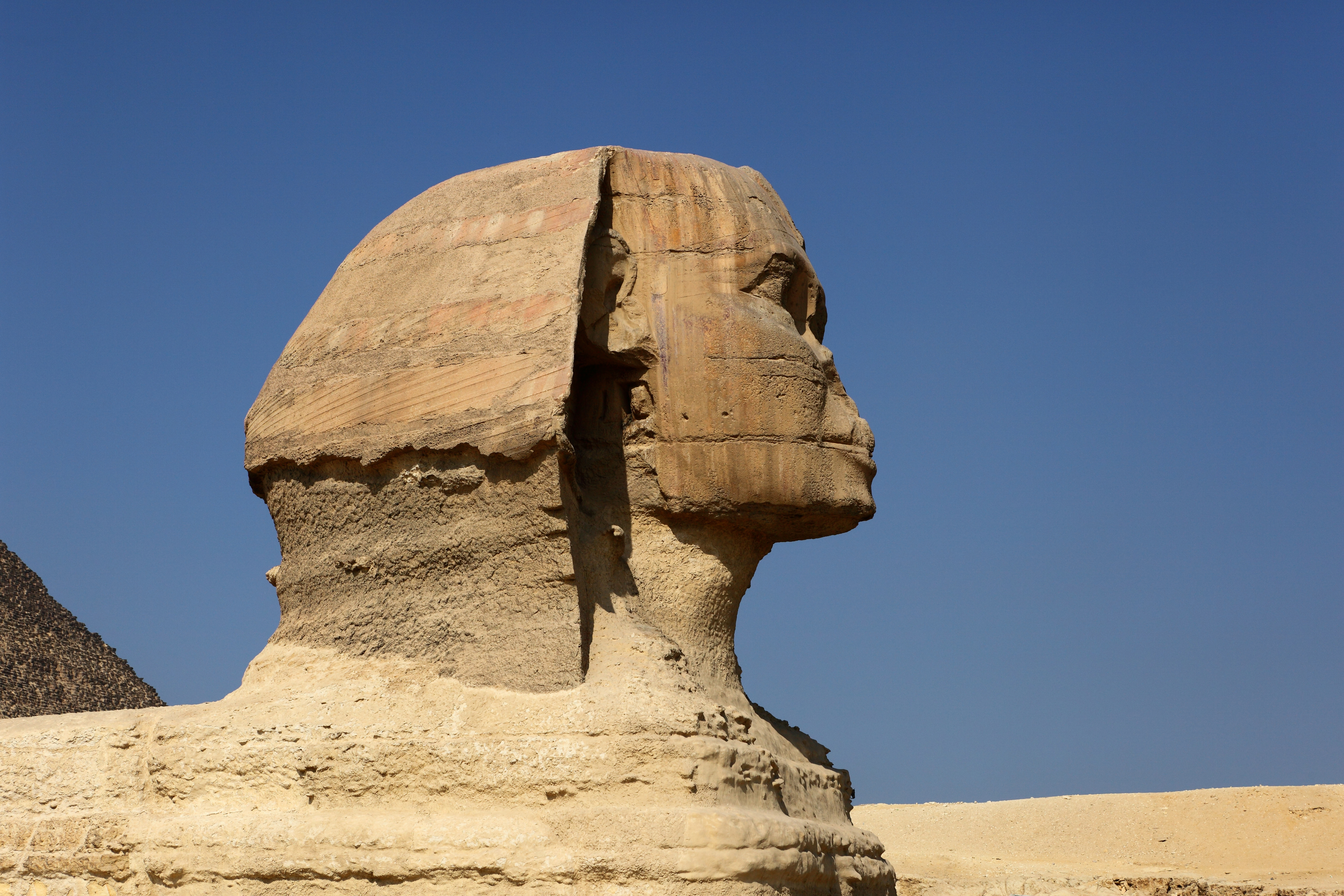
鼻の破損

## スフィンクスと侍

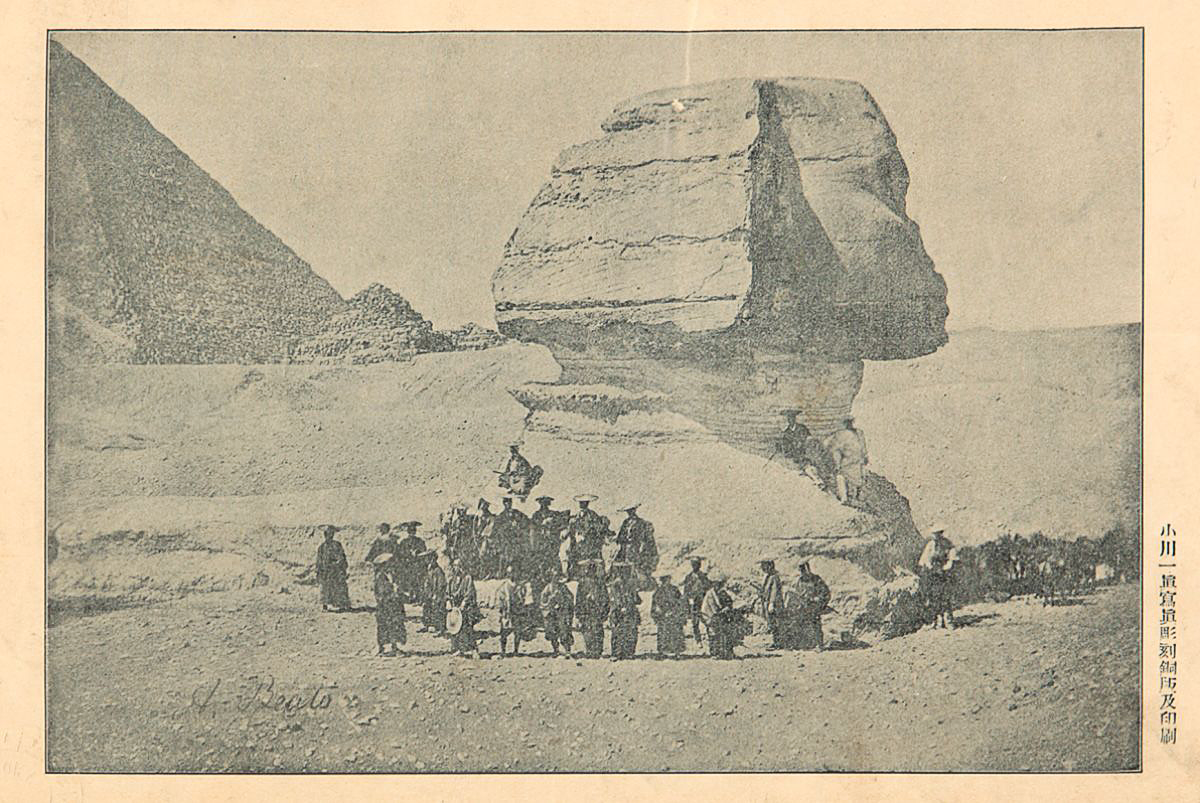
スフィンクスと侍

幕末期、交渉のためヨーロッパを訪問した外国奉行の池田筑後守長発ら第二回遣欧使節（横浜鎖港談判使節団）が、途中エジプトを経由し、その際ギザのピラミッドを訪れている。この時、スフィンクスを背景にアントニオ・ベアト（写真家フェリーチェ・ベアトの兄）によって記念写真が撮影された。写真には24人ほどの和服姿の日本人が写っている。また顎の下あたりには、スフィンクスに登ろうとしてずり落ちそうになっている姿がぼんやりと写っている。スエズ運河を建設中の1865年のことである。この写真は、1998年に河田家で発見された。

## 大スフィンクスを題材にした作品

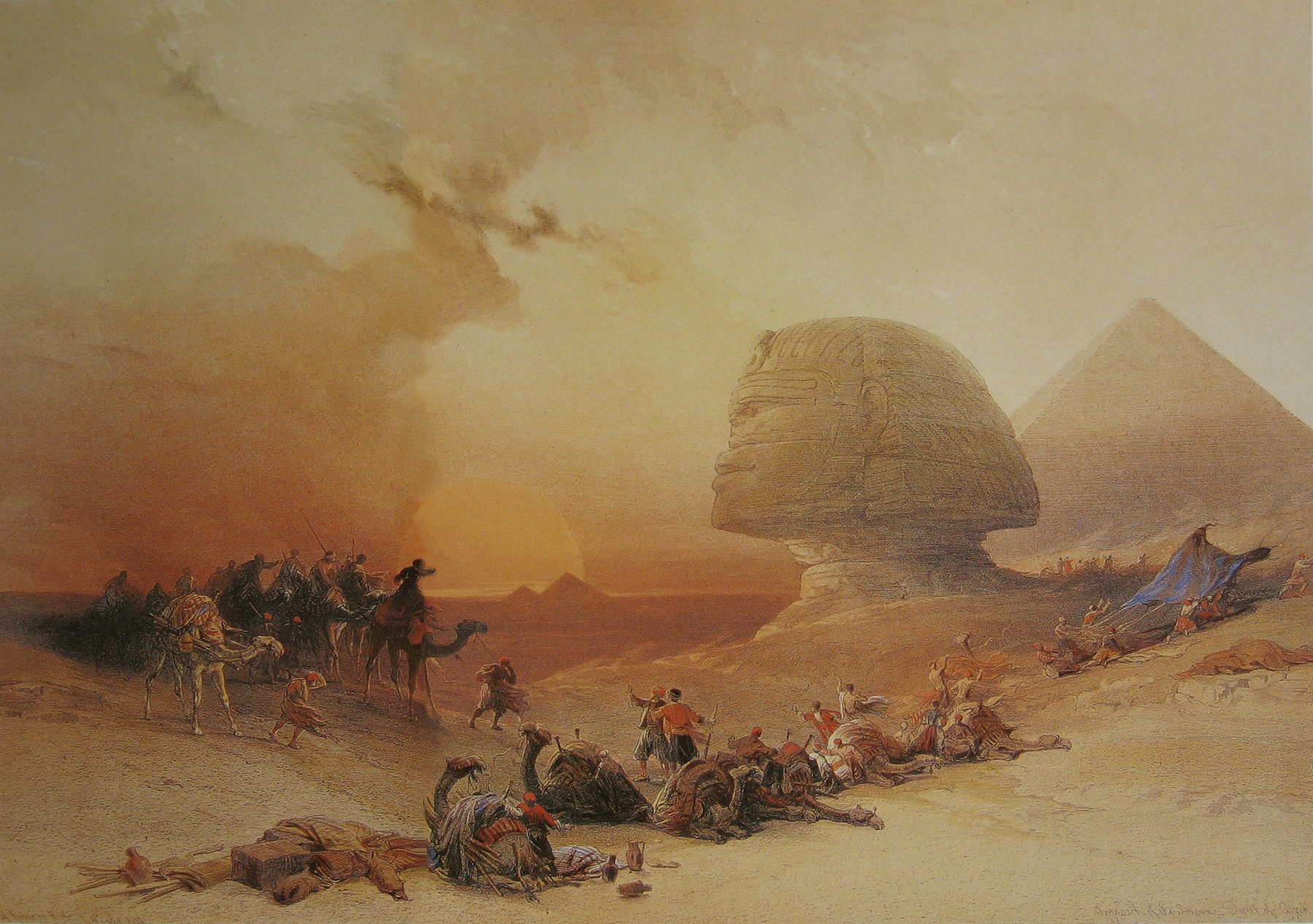
デビッド・ロバーツ『熱風の接近』（1839年）

### 絵画
『熱風の接近』（1839年）
デビッド・ロバーツによる油彩画。ロバーツは1838年からエジプトに滞在して風景画を描いており、その一部はナポレオン遠征時の学術調査報告『エジプト誌』にも掲載されている。
『「ギゼー」大石塚並びに「スフィンクス」ノ圖』
明治維新前後の作とされる松田緑山の銅版画。『熱風の接近』と構図や画題が全く同じで、枠外に「玄々堂松田綠山模写再刻」とあることから、参考にしたと考えられている。

### 映画
- 『スフィンクス』(Sphinx)：1980年（米）、監督：フランクリン・J・シャフナー、主演：レスリー・アン・ダウン